# Hein van Breenen
Hein van Breenen, né le 12 juin 1929 à Amsterdam et mort le 8 mars 1990 dans la même ville, est un coureur cycliste néerlandais, professionnel de 1952 à 1961.

## Palmarès
- 1949
  - 3e d'Amsterdam-Arnhem-Amsterdam
- 1950
  - Ronde van Midden-Nederland
- 1951
  - Ronde van Midden-Nederland
  - Tour du Benelux
  - 3e du Tour de l'Ijsselmer
- 1952
  - Bregenz-Vienne
- 1955
  - 1reb étape du Tour de France (contre-la-montre par équipes)
  - 2e du championnat des Pays-Bas sur route
  - 3e du Tour des Pays-Bas
  - 3e du Trophée des trois pays

## Résultats sur les grands tours

### Tour de France
4 participations
- 1952 : 69e
- 1953 : 36e
- 1954 : 20e
- 1955 : 27e, vainqueur de la 1reb étape (contre-la-montre par équipes)

### Tour d'Italie
3 participations
- 1953 : 72e
- 1954 : 59e
- 1955 : 11e